# Loutété
Loutété – miasto w południowo-wschodnim Kongu, w departamencie Bouenza. Według danych na rok 2007 liczyło 19 212 mieszkańców.